# Провинција Тамба
Тамба (јап. 丹波国) је једна од 66 историјских провинција Јапана, која је постојала од почетка 8. века (закон Таихо из 703. године) до Мејџи реформи у другој половини 19. века. Тамба се налазила у западном делу острва Хоншу, без излаза на море.
Царским декретом од 29. августа 1871. све постојеће провинције замењене су префектурама. Територија Тамбе одговара централном и западном делу данашње префектуре Канагава.

## Географија
Тамба је била једна од ретких континенталних провинција у Јапану. На северу се граничила са провинцијама Танго и Вакаса, на истоку са провинцијом Јамаширо, на југу са провинцијом Сецу, а на западу са провинцијама Харима и Таџима.